# Клыкачи
Клыкачи́ (лат. Dissostichus) — род морских антарктических по происхождению рыб из семейства нототениевых (Nototheniidae) подотряда нототениевидных (Notothenioidei) отряда окунеобразных (Perciformes).
В роде насчитывается два вида — антарктический клыкач (Dissostichus mawsoni) и патагонский клыкач (Dissostichus eleginoides). Оба вида являются жителями Южного океана, а патагонский клыкач, кроме того, также обитает и у восточного (атлантического) побережья Южной Америки — вплоть до берегов Уругвая. Антарктический клыкач редко встречается севернее 60° ю. ш.
Являясь глубоководными придонно-пелагическими видами, клыкачи способны опускаться до глубин в 2250 м. Это самые крупные виды нототениевидных рыб. Они могут достигать в длину до 160—200 см и иметь массу до 135 кг. Питаются вблизи дна кальмарами, рыбой и всевозможной падалью. Кроме того, в пищевых цепях Антарктики и сами клыкачи являются ценными объектами питания тюленей Уэдделла и кашалотов.
Оба вида клыкачей являются объектами промышленного рыболовства, которых облавливают донными ярусами. Объём и районы промысла клыкачей в антарктических водах регулируются Научным Комитетом АНТКОМ. Клыкачи относятся к жирной и очень ценной в пищевом отношении рыбе. Жирность их мяса достигает 30 %.

## Галерея

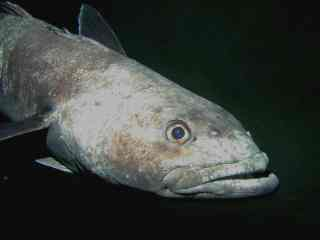
Антарктический клыкач
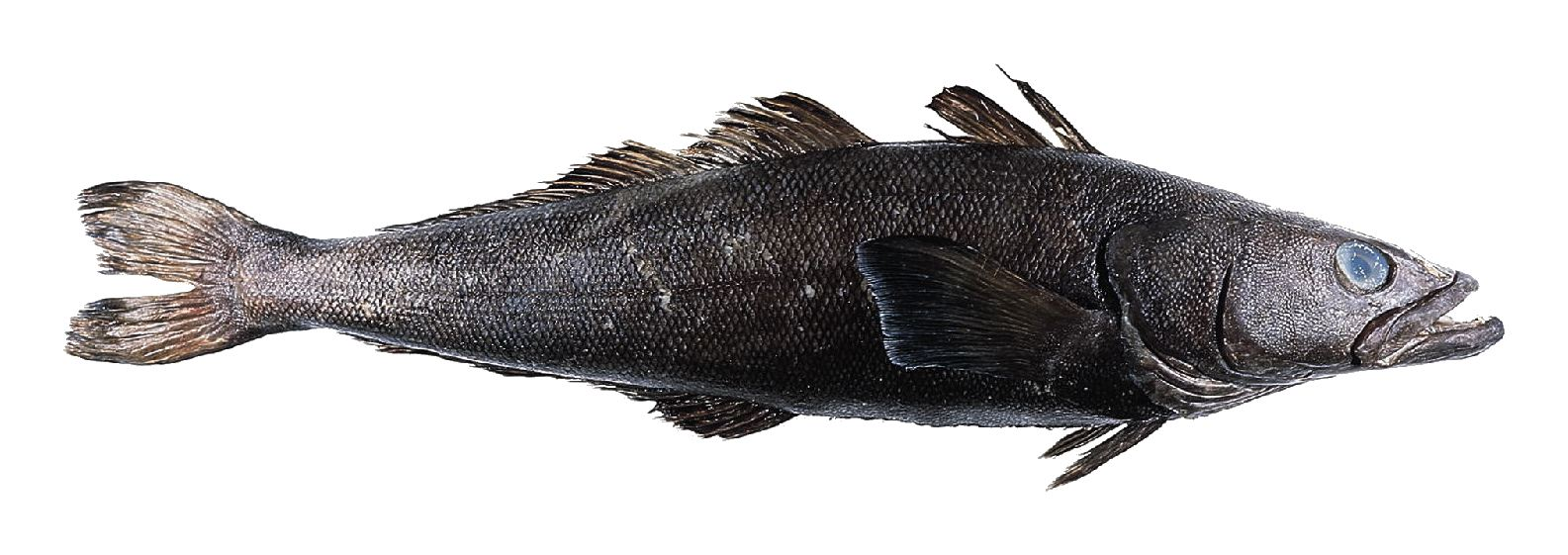
Патагонский клыкач